# Point of presence
Point of presence, (PoP) som på svenska kan översättas till "närvaropunkt" är en artificiell demarkeringspunkt eller gränssnitt mellan kommunikationsorganisationer och kan inkludera ett "möt-mig-rum" (samlokalisering utan avgift för lokalförbindelse).
I USA blev denna term viktig under den domstolsbeordrade uppdelningen av "Bell Telephone system". En närvaropunkt var en plats där långdistansförmedlare (IXC) kunde avsluta sin tjänst och tillhandahålla förbindelser till det lokala telefoninätverket (LATA).
En internet (PoP) närvaropunkt är en tillgångspunkt till Internet. Det är en fysisk plats som hyser servrar, routers, ATM switchar och digital/analoga samtalsaggregerare. Det kan antingen vara en del av de anordningar hos en tillhandahållare av telekommunikationstjänster som en internetleverantör (ISP) hyr eller en plats separat från telekommunikationstillhandahållaren. Internetleverantörer har ofta flera PoP, ibland flera tusen. PoP finns också i internetknutpunkter och samlokaliseringscenter.
Ett praktiskt exempel i Sverige är att den som vill till exempel ansluta sin fastighet direkt till en internetleverantör (ISP) för att nå Internet måste ordna fysisk förbindelse till internetleverantörens närmaste PoP som kan finnas i den lokala telestationen. Eller hyra förbindelsen till PoP av till exempel en av Telias dotterbolag Skanova och använda sig av ADSL över kopparledning.